# Suecia en los Juegos Paralímpicos de Atenas 2004
Suecia estuvo representada en los Juegos Paralímpicos de Atenas 2004 por un total de 41 deportistas, 32 hombres y nueve mujeres.

## Medallistas
El equipo paralímpico sueco obtuvo las siguientes medallas:
| Nombre                                                                                        | Deporte       | Evento                                      |
| --------------------------------------------------------------------------------------------- | ------------- | ------------------------------------------- |
| Oro                                                                                           |               |                                             |
| Irene Slättengren                                                                             | Hípica        | Doma individual grado II mixto              |
| Irene Slättengren                                                                             | Hípica        | Doma individual estilo libre grado II mixto |
| Sandra Erikson                                                                                | Natación      | 50 m mariposa S4 femenino                   |
| Anders Olsson                                                                                 | Natación      | 400 m libre S6 masculino                    |
| Jonas Jacobsson                                                                               | Tiro          | Rifle de aire de pie SH1 masculino          |
| Jonas Jacobsson                                                                               | Tiro          | Rifle libre 3 × 40 m SH1 masculino          |
| Jonas Jacobsson                                                                               | Tiro          | Rifle de aire en posición tendida SH1 mixto |
| Jonas Jacobsson                                                                               | Tiro          | Rifle libre en posición tendida SH1 mixto   |
| Plata                                                                                         |               |                                             |
| Madelene Nordlund                                                                             | Atletismo     | 400 m T53 femenino                          |
| Tim Johansson                                                                                 | Atletismo     | 200 m T51 masculino                         |
| Niklas Hultqvist Jimmy Björkstrand Mikael Aspegren Oskar Kuus Mikael Rendahl Boris Samuelsson | Golbol        | Torneo masculino                            |
| Marleen Bengtsson Kovacs                                                                      | Tenis de mesa | Individual 6-8 femenino                     |
| Fredrik Andersson                                                                             | Tenis de mesa | Individual 10 masculino                     |
| Thomas Johansson                                                                              | Tiro          | Rifle de aire de pie SH2 mixto              |
| Anders Grönberg                                                                               | Tiro con arco | Individual W1 masculino                     |
| Bronce                                                                                        |               |                                             |
| Madelene Nordlund                                                                             | Atletismo     | 800 m T53 femenino                          |
| Anders Olsson                                                                                 | Natación      | 50 m libre S6 masculino                     |
| Anders Olsson                                                                                 | Natación      | 100 m libre S6 masculino                    |
| Simon Itkonen Linus Lönnberg                                                                  | Tenis de mesa | Equipo 6-7 masculino                        |
| Fredrik Andersson Magnus Andrée                                                               | Tenis de mesa | Equipo 10 masculino                         |
| Viktoria Wedin                                                                                | Tiro          | Rifle de aire de pie SH2 mixto              |